# Philips Angel II
Philips Angel II (Leyde, c. 1618 — Batavia (Indes néerlandaises), 1664) est un peintre, graveur, écrivain et administrateur colonial du Siècle d'or néerlandais.
Aujourd'hui, on se souvient de lui comme de l'auteur d'un livret de 58 pages intitulé Éloge de l'art de la peinture, qui constitue une ressource rare pour comprendre la théorie de l'art néerlandais du milieu du XVIIe siècle.

## Biographie
La vie et l'œuvre de Philips Angel II sont souvent confondues avec celles d'un parent (apparemment un cousin), un peintre contemporain du même nom (aujourd'hui appelé Philips Angel I ou Philips Angel van Middelburg), né à Middelbourg en 1616.
Philips Angel II naît à Leyde vers 1618. On ne sait rien de sa formation, mais certains détails de sa vie suggèrent qu'il a été en contact avec Rembrandt peu de temps avant de devenir un maître peintre.
Il embrasse une carrière de peintre à partir de 1637 et est cité comme maître peintre à Leyde en 1638. Il se marie en 1639.
Lors d'un banquet de la Guilde de Saint-Luc de Leyde ayant lieu le jour de la fête de Saint-Luc, le 18 octobre 1641, il prononce un discours, qui est publié l'année suivante sous le titre Éloge de l'art de la peinture (titre original : Lof der Schilder-konst). Il y fait l'éloge de l'œuvre de son contemporain néerlandais et concitoyen de Leyde Gérard Dou, élève de Rembrandt.
Le 15 décembre 1643, il rédige un testament à Leyde. En 1645, il signe un document attestant qu'il cesse toute activité de peintre (probablement pour se libérer de l'obligation de payer des cotisations à la guilde) et rejoint la Compagnie néerlandaise des Indes orientales. La même année, il s'embarque pour Batavia, dans les Indes orientales néerlandaises. Il y réside de manière discontinue de 1645 à 1664.
En compagnie de l'envoyé Joan Cunaeus, il se rend en Perse en tant qu'« acheteur en chef » (en néerlandais : opperkoopman) de la Compagnie néerlandaise des Indes orientales, où il arrive à Bender-Abassi le 25 décembre 1651. Il visite les ruines de Persépolis le 16 février 1652 et prend ses fonctions 11 jours plus tard. Avec son interprète Nils Mathson Köping, il se rend également en Arabie. Peu après, il doit démissionner en raison d'irrégularités dans sa gestion et se rend à Ispahan, en Perse. Il devient dans cette ville le maître dessinateur du chag Abbas II, petit-fils du chah Abbas Ier le Grand.
En 1656, il est convoqué à Batavia pour se justifier. N'ayant pas réussi à se disculper, il est contraint de quitter le service de la Compagnie néerlandaise des Indes orientales. Il réussit à obtenir d'autres postes administratifs à Batavia. De nouveau, des irrégularités sont constatées dans sa gestion des affaires et il est démis de toutes ses fonctions le 11 octobre 1661.
Il meurt dans la colonie après le 11 juillet 1664.

## Œuvre

### Œuvres picturales
Aucune peinture de Philips Angel II n'est connue. Une gravure à l'eau-forte d'une tête d'homme, datée de 1637, rappelle Rembrandt,.

### Lof der Schilder-konst

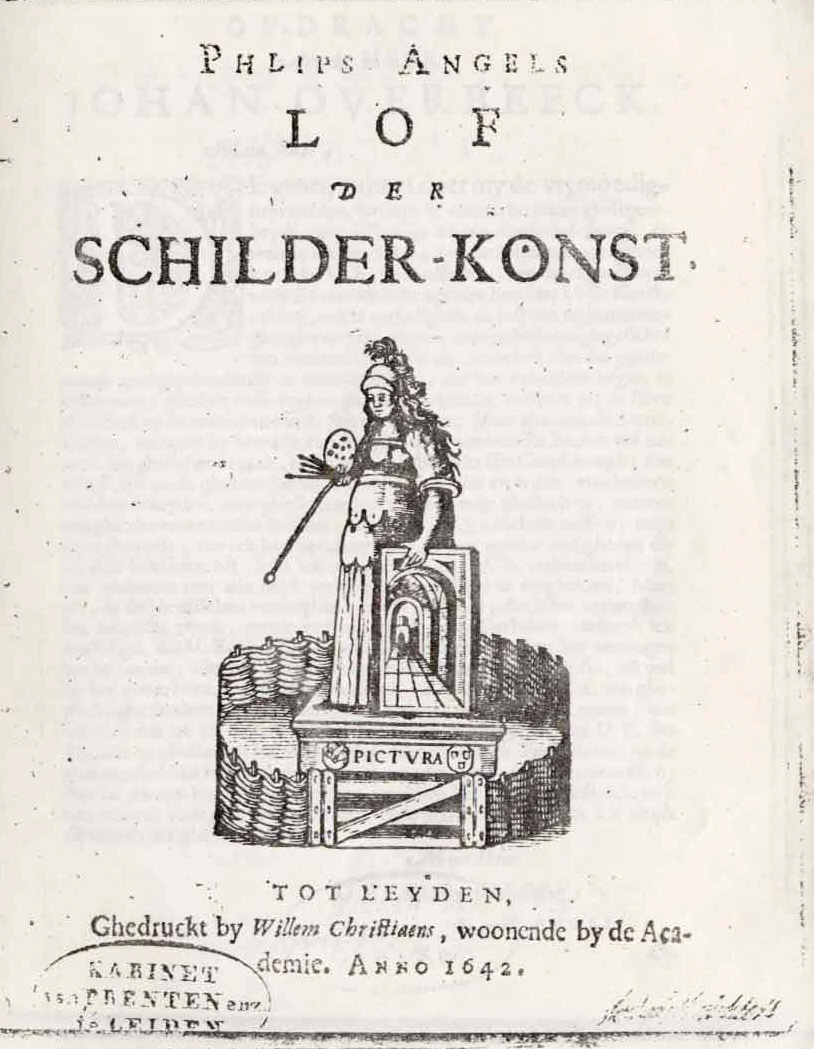
Couverture du Lof der Schilder-konst (édition originale de 1642).

Son livret Lof der Schilder-konst (Éloge de l'art de la peinture, 1642) se situe dans une lignée d'écrits historiques et théoriques sur l'art dans la République néerlandaise, qui a commencé avec le Schilder-boeck publié par l'émigré flamand Carel van Mander à Haarlem en 1604. Angel a donné sa conférence à une époque où lui-même et d'autres peintres de Leyde cherchaient à obtenir l'autorisation de créer une guilde pour protéger leurs intérêts économiques. Ils cherchaient probablement aussi à être reconnus comme un groupe ayant un statut socio-économique important dans la société locale. Ce dernier point est reflété dans la première partie du livre, qui cherche à affirmer le statut de la profession de peintre.
La première partie du livret établit les comparaisons traditionnelles entre la valeur et le classement de la peinture, de la sculpture et de la poésie. Dans cette partie, Angel emprunte généreusement au Schilder-boeck des anecdotes sur des peintres célèbres de l'Antiquité jusqu'au XVIIe siècle. Selon Angel, la peinture mérite plus d'éloges que les deux autres arts car elle peut imiter tout ce qui est visible dans la nature.
La deuxième partie du livret traite du large éventail de compétences qu'un peintre doit maîtriser pour exceller. Il s'agit de la partie la plus originale du livret, car Angel y décrit des genres nouveaux à l'époque, tels que les paysages marins, les scènes de bataille et les scènes de salle de garde. L'une des compétences qu'il met en avant est la capacité à imiter avec précision les choses visibles, de sorte qu'elles semblent « vraiment réelles ». Il affirme que la lumière et l'ombre doivent être divisées de manière que même les choses qui semblent difficiles à imiter avec le pinceau et la peinture paraissent très réelles. Enfin, il insiste sur la nécessité de la netteté (une manière de peindre soignée et lisse) qui doit s'accompagner d'une certaine lossicheyt (relâchement) afin d'éviter un désagrément dû à trop de raideur et de netteté. Il fait l'éloge de Gérard Dou en tant que peintre accompli à cet égard. Enfin, Angel insiste sur la nécessité pour un peintre de faire preuve d'un comportement agréable, de vertu et d'industrie — ce dernier point étant fortement souligné — afin d'obtenir les plus grands honneurs et la plus grande renommée en tant que peintre. Selon le livre, la principale préoccupation de la peinture devrait être de plaire à l'œil de celui qui regarde.
La plus grande partie du livre d'Angel est consacrée à la peinture d'histoire et il aborde plusieurs peintures contemporaines de l'Ancien Testament, dont le Mariage de Samson de Rembrandt. Il affirme que pour dépeindre des « histoires pieuses, poétiques et païennes », il faut d'abord bien lire les textes des histoires afin que les informations contenues dans ces histoires soient représentées avec précision et sans erreur par rapport au texte. Angel ne se préoccupe pas d'exprimer les significations profondes inhérentes à ces histoires et n'insiste pas non plus sur la nécessité d'exprimer des émotions pour émouvoir celui qui regarde. Angel n'exprime aucune conscience claire d'une quelconque hiérarchie des genres. Son appréciation de Gérard Dou, qui avait déjà commencé à se concentrer principalement sur les peintures d'intérieurs et les tronies, n'est certainement pas moindre que celle de Rembrandt et de Jan Lievens.